# 調査
調査（ちょうさ、英語: survey, research）とは、ある事象の実態や動向の究明を目的として物事を調べること。

## 概説
統計を取ることを「統計調査」というように、その目的あるいは対象の後に「調査」とつければ「その目的、対象について調べること」という意味になる。そのような場合、内容的には研究とあまり差がない。より狭い範囲では、対象に手を加えずにその有り様を記録することで、その点では実験とはっきりと異なり、観察に似るが、観察がより広い範囲、あるいは質的な記録を含むのに対して、調査は数値に表れるような対象であることが多い。また、個々の対象に関する記録は観察といわれるのに対して、複数の対象の観察や記録を総合、統計学的に扱う過程があるものを調査と呼ぶ傾向がある。
また、研究が新しい仮説を求めるものであるのに対して、調査は既存の方法に基づいて記録を残すあり方である。思考や心理状態を問う意識調査や世論調査、人口動向や国民生活の実態を問う国勢調査といったものから、センター試験の採点結果を問うもの（例：センターリサーチ）まで、その範囲は多岐にわたる。この点では研究と全く異なる。研究を商売にするのは困難であるが、調査を商売とする企業はいくらでもある。
調査はまた、情報収集のことでもある。具体的な作業を行う前には、それが可能であるか、あるいは問題がないかを知り、実行するかどうかの判断をしなければならない。そのためには判断材料となる情報を収集する必要がある。これも調査である。作業が小さければ改めて調査と呼ぶのははばかられるが、作業の内容が大規模であるほど、調査も慎重に行われなければならない。例えば新しい道路を造る際には、自然の面ではその地域の地形や地質について知らねばならず、近年では環境への影響も評価することが求められる。社会的側面ではそれにかかる費用、あるいはそれによって得られる経済効果などが調査によって求められ、それ次第では道路を造らない判断もあり、作るとしてもどのようなものを作るかもこれらの情報に基づいて判断が行われる（べきである）。時には調査の方向を決めるための調査が必要な場合もある。これを予備調査という。

## 主な調査
- 意識調査
- 世論調査
- 社会調査
- 市場調査
- 国勢調査
- 交通量調査
- 出口調査
- 地質調査
- 地籍調査
- 信用調査
- 浮気調査
- 身元調査
- 清浄度調査
- BSパワー調査
- OECD生徒の学習到達度調査
- デューディリジェンス
- テレビタレントイメージ調査
- トレンチ調査 (考古学)
- トレンチ調査 (地質学)
- パーソントリップ調査(交通実態調査)
- ブラウジング(拾い読み調査)
- ボーリング
- N値 (ボーリング調査)
- ミステリーショッピング - 覆面調査とも呼ばれる
- ロッククライミング調査
- 一般調査
- 酸性雨調査
- 化学物質環境実態調査
- 家計調査
- 火災調査
- 学校基本調査
- 感染症サーベイランス
- 岩壁登攀調査
- 景気ウォッチャー調査
- 家系調査
- 行政調査
- 高周波活性オーロラ調査プログラム
- 国語に関する世論調査
- 国際数学・理科教育調査
- 国土調査
- 細菌叢調査
- 犯則調査（はんそくちょうさ）
- 事故調査
- 自然環境保全基礎調査
- 社会階層と社会移動全国調査
- 所得再分配調査
- 少年保護手続#社会調査と保護的措置
- 植生調査
- 世界価値観調査
- 税務調査
- 潜入調査
- 全国学力・学習状況調査
- 全国企業短期経済観測調査
- 全国体力・運動能力、運動習慣等調査
- 地域調査
- 地盤調査
- 鳥類標識調査
- 定性的研究-質的調査
- 土地調査事業
- 同和問題の解決に向けた実態等調査報告
- 独自調査
- 日経設備投資動向調査
- 日本人の海外活動に関する歴史的調査
- 日本人の国民性調査
- 日本版総合的社会調査
- 発掘調査
- 標本調査
- クジラ捕獲調査
- 民俗資料緊急調査
- 羅生門式調査
- 労働力調査
- 好きなタレント調査
- 赤外線調査

## 調査に関する職・資格等
- サーベイヤー
- 家庭裁判所調査官
- 公安調査官
- 行政管理庁長官
- 最高裁判所調査官
- 裁判所調査官
- 社会調査士
- 専門調査員
- 探偵
- 調査員
- 土地家屋調査士
- 特殊建築物等調査資格者

## 組織・調査会等
- YIVOユダヤ調査研究所
- アメリカ合衆国国勢調査局
- アメリカ地質調査所
- イスラエル政治調査センター
- インド考古調査局
- ギャラップ
- ゲーリング調査局
- ポーランド地質調査所地質博物館
- リットン調査団
- AG (調査業)
- 遺跡調査会
- 医療事故調査委員会
- 英国地質調査所
- 日本屋外広告フォーラム
- 海外電力調査会
- 海洋調査技術学会
- 外食産業総合調査研究センター
- 環境調査研修所
- 共産主義政党調査特別委員会
- 経済企画庁
- 経済産業調査会
- 経済調査庁
- 憲法調査会
- 原爆傷害調査委員会
- 公安調査局
- 工業調査会
- 恒久平和調査局
- 航空・鉄道事故調査委員会
- 行政調査部
- 高槻市立埋蔵文化財調査センター
- 産業労働調査所
- 自由民主党政務調査会
- 情報調査局 (イギリス)
- 信用調査会社
- 神社制度調査会
- 親日反民族行為者財産調査委員会
- 震災予防調査会
- 世界政経調査会
- 政府税制調査会
- 静岡県埋蔵文化財調査研究所
- 税制調査会
- 総合資源エネルギー調査会
- 太平洋問題調査会
- 第一次臨時行政調査会
- 第二次臨時行政調査会
- 地質コンサルタント
- 地質調査総合センター
- 地震調査研究推進本部
- 地方制度調査会
- 法務部調査局
- 中東調査会
- 調査統計部
- 土地調査庁
- 東亜経済調査局
- 東京海上日動調査サービス
- 東京電力に関する経営・財務調査委員会
- 東京電力福島原子力発電所における事故調査・検証委員会
- 東京電力福島原子力発電所事故調査委員会
- 動物衛生研究所
- 特定失踪者問題調査会
- 内外情勢調査会
- 内閣情報調査室
- 日本CCS調査
- 日本の調査業協会の一覧
- 日本経済調査協議会
- 日本工業標準調査会
- 日本世論調査協会
- 日本調査業団体連合会
- 日本土地家屋調査士会連合会
- 反民族行為特別調査委員会
- 下院非米活動委員会
- 百条委員会
- 米国戦略爆撃調査団
- 法典調査会
- 満鉄調査部
- 無施肥無農薬栽培調査研究会
- 陸上自衛隊小平学校調査学校
- 臨時仮名遣調査委員会
- 臨時外交調査会
- 臨時行政調査会
- 臨時脳死及び臓器移植調査会
- 連邦航空機事故調査局

## 調査船等
- アガラス (調査船)
- ジェームズ・クック (海洋調査船)
- ゾンネ (調査船)
- チャレンジャー (コルベット)
- 張謇 (海洋調査船)
- プエブロ (環境調査艦)
- マリオン・デュフレーヌ (海洋調査船・2代)
- リバティー (技術調査艦)
- 海洋調査船へりおす遭難事故
- 深海探査艇
- 海洋調査船

## 映画・番組
- 内部調査官・水平直の報告書
- MMR マガジンミステリー調査班
- RD 潜脳調査室 映画
- アーカディン/秘密調査報告書|作品名
- うわさの調査隊 番組名
- お笑い世論調査|番組名
- セックス調査団 |作品名
- デジ生!バなな調査団
- なぜなに!? 恋愛調査隊
- ニューイヤー星調査行
- ハナマル調査団
- ふしぎ大調査 番組名
- ボーンキッカーズ 考古学調査班
- めざましテレビめざまし調査隊
- 黄金の豚-会計検査庁 特別調査課- 番組名
- 火災調査官 (漫画)
- 火災調査官・紅蓮次郎 番組名
- 火災調査官ナナセ
- 橘京子の調査報告書
- 刑事調査官 玉坂みやこ
- 警視庁特別調査課 マーダーファイル 津山30人殺しを追え!
- 女調査員・おでん屋“ぽんた”探偵局
- 小倉智昭の特命調査隊!国民は怒っているぞ!血税バラまき真相SP
- 心霊調査室OFFICE麗
- 税務調査官・窓際太郎の事件簿 番組名
- 潜入調査 (テレビ番組) 番組名
- 大調査!! なるほど日本人
- 地球調査船アメディゾン 番組名
- 調査情報 雑誌
- 不倫調査員・片山由美| 番組名
- 保険調査員 しがらみ太郎の事件簿 番組名